# Campionats d'Àsia de ciclisme en pista
Els Campionats d'Àsia de ciclisme en pista són els campionats continentals aisàtics de ciclisme en pista. Estan composts per diferents proves tant en categoria masculina com femenina. Es porten disputant des del 1963 malgrat que hi ha hagut parèntesi. La Confederació Asiàtica de ciclisme és l'encargada de la seva organització.

## Palmarès masculí

### Quilòmetre contrarellotge
| Any  | Campió             | 2n                | 3r                |
| 1995 | Narihiro Inamura   | Hong Suk-Hwan     | Masanaga Shiohara |
| 1999 | Narihiro Inamura   | Ji Sung-Hwan      | Hong Suk-Hwan     |
| 2001 | Keiichi Omori      | Song Kyung-Bang   | Huang Chih-ying   |
| 2002 | Keiichi Omori      | Lin Chih-hsan     | Yan Liheng        |
| 2003 | Masaki Inoue       | Guo Jianbin       | Liu Chin-feng     |
| 2004 | Masaki Inoue       | Keiichiro Yaguchi | Ma Yajun          |
| 2006 | Kang Dong-Jin      | Yusho Oikawa      | Wu Dan            |
| 2007 | Li Wenhao          | Kang Dong-Jin     | Mohd Rizal Tisin  |
| 2008 | Mohd Rizal Tisin   | Li Wenhao         | Yudai Nitta       |
| 2009 | Han Tao            | Mohd Rizal Tisin  | Wong Kin Chung    |
| 2010 | Zhang Miao         | Mohd Hafiz Sufian | Yudai Nitta       |
| 2011 | Mohd Rizal Tisin   | Zhang Miao        | Han Jae-Ho        |
| 2012 | Mohd Edrus Yunus   | Mahmoud Parash    | Wu Lok Chun       |
| 2013 | Jun Won-Gu         | Kenta Inake       | Hsiao Shih-hsin   |
| 2014 | Im Chaebin         | Yuta Wakimoto     | Wu Lok Chun       |
| 2015 | Im Chaebin         | Wu Lok Chun       | Ehsan Khademi     |
| 2016 | Mohammad Daneshvar | Shugo Hayasaka    | Kim Woo-gyeom     |
| 2017 | Mohammad Khorrami  | Hsiao Shih-hsin   | Na Junggyu        |

### Keirin
| Any  | Campió            | 2n                   | 3r                           |
| 1995 | Masanaga Shiohara | Tsutomu Yokota       |                              |
| 1999 | Shinichi Ota      | Yuichiro Kamiyama    | Eum In-Young                 |
| 2001 | Toshiaki Fushimi  | Hisanori Uchibayashi | Kim Chi-Bum                  |
| 2002 | Hiroshi Tsutsumi  | Masaya Kurita        | Shi Qingyu                   |
| 2003 | Keiichiro Yaguchi | Shinichi Ota         | Kim Chi-Bum                  |
| 2004 | Keiichiro Yaguchi | Choi Jeong-Wook      | Hiroyuki Inagaki             |
| 2005 | Cho Ho-Sung       | Tsubasa Kitatsuru    | Zhang Lei                    |
| 2006 | Mohd Rizal Tisin  | Hiroyuki Inagaki     | Wong Kin Chung               |
| 2007 | Azizulhasni Awang | Toshiaki Fushimi     | Mahmoud Parash               |
| 2008 | Azizulhasni Awang | Kiyofumi Nagai       | Choi Lae-Seon                |
| 2009 | Kazunari Watanabe | Mohd Hafiz Sufian    | Mahmoud Parash               |
| 2010 | Kazunari Watanabe | Kazuya Narita        | Mohd Hafiz Sufian            |
| 2011 | Kota Asai         | Josiah Ng            | Azizulhasni Awang            |
| 2012 | Josiah Ng         | Azizulhasni Awang    | Kazunari Watanabe            |
| 2013 | Josiah Ng         | Mahmoud Parash       | Jun Won-Gu                   |
| 2014 | Yuta Wakimoto     | Azizulhasni Awang    | Im Chaebin                   |
| 2015 | Azizulhasni Awang | Yuta Wakimoto        | Worayuth Kapunya             |
| 2016 | Im Chaebin        | Xu Chao              | Azizulhasni Awang            |
| 2017 | Yuta Wakimoto     | Kazunari Watanabe    | Muhammad Shah Firdaus Sahrom |

### Velocitat individual
| Any  | Campió                | 2n                   | 3r                |
| 1995 | Hyun Byung-Chul       | Kazuhiro Kaida       | Toshinobu Saito   |
| 1999 | Hideki Yamada         | Noriaki Mabuchi      | Hyun Byung-Chul   |
| 2001 | Takashi Kaneko        | Cho Hyun-Ok          | Hiroyuki Nunoi    |
| 2002 | Kiyofumi Nagai        | Wu Hsien-Tang        | Gao Zhiguo        |
| 2003 | Kim Chi-Bum           | Yuichiro Maesori     | Hiroyuki Inagaki  |
| 2004 | Hiroyuki Inagaki      | Tsubasa Kitatsuru    | Jeon Yeong-Gyu    |
| 2005 | Tsubasa Kitatsuru     | Zhang Lei            | Gao Yahui         |
| 2006 | Tsubasa Kitatsuru     | Zhang Lei            | Kazuya Narita     |
| 2007 | Tsubasa Kitatsuru     | Kazunari Watanabe    | Josiah Ng         |
| 2008 | Azizulhasni Awang     | Choi Lae-Seon        | Tang Qi           |
| 2009 | Azizulhasni Awang     | Kazunari Watanabe    | Bao Saifei        |
| 2010 | Zhang Miao            | Kang Dong-Jin        | Yudai Nitta       |
| 2011 | Tsubasa Kitatsuru     | Zhang Miao           | Azizulhasni Awang |
| 2012 | Kazunari Watanabe     | Azizulhasni Awang    | Zhang Lei         |
| 2013 | Josiah Ng             | Hassan Ali Varposhti | Choi Lae-Seon     |
| 2014 | Azizulhasni Awang     | Seiichiro Nakagawa   | Kang Dong-jin     |
| 2015 | Tomoyuki Kawabata     | Azizulhasni Awang    | Kang Dong-jin     |
| 2016 | Im Chaebin            | Xu Chao              | Azizulhasni Awang |
| 2017 | Mohd Azrulhasni Awang | Tomoyuki Kawabata    | Yuta Wakimoto     |

### Velocitat per equips
| Any  | Campió                                                             | 2n                                                                    | 3r                                                                   |
| 1999 | Japó · Narihiro Inamura · Toshiaki Fushimi · Takanobu Jumonji      | Corea del Sud · Hyun Byung-Chul · Hong Suk-Hwan · Ji Sung-Hwan        | Xina Taipei · Cheng Keng-hsien · Wu Hsien-tang · Tseng Chi-ming      |
| 2001 | Japó · Takashi Kaneko · Hiroyuki Nunoi · Keiichi Omori             | Corea del Sud · Cho Hyun-Ok · Song Kyung-Bang · Kim Chi-Bum           | Xina Taipei · Liu Chih-feng · Lin Chih-hsun · Lin Kun-hung           |
| 2002 | Japó · Keiichi Omori · Kiyofumi Nagai · Tomohiro Nagatsuka         | R.P. de la Xina                                                       | Xina Taipei                                                          |
| 2003 | Japó · Masaki Inoue · Yuichiro Maesori · Hiroyuki Inagaki          | Corea del Sud                                                         | Xina Taipei                                                          |
| 2004 | Japó · Keiichiro Yaguchi · Masaki Inoue · Keiichi Omori            | Xina Taipei                                                           | Corea del Sud · Choi Jeong-Wook · Jeon Yeong-Gyu                     |
| 2005 | R.P. de la Xina · Zhang Lei · Feng Yong · Gao Yahui                | Corea del Sud · Jeon Yeong-Gyu · Kim Chi-Bum · Cho Ho-Sung            | Malàisia · Junaidi Mohd Nasir · Mohd Rizal Tisin · Mohd Hafiz Sufian |
| 2006 | R.P. de la Xina · Zhang Lei · Wu Dan · Lin Feng                    | Japó · Kazuya Narita · Tsubasa Kitatsuru · Yudai Nitta                | Malàisia · Mohd Rizal Tisin · Mohd Hafiz Sufian · Junaidi Mohd Nasir |
| 2007 | R.P. de la Xina · Feng Yong · Lin Feng · Zhang Lei                 | Corea del Sud · Kang Dong-Jin · Choi Lae-Seon · Park Soo-Hyun         | Iran · Farshid Farsinejadian · Mahmoud Parash · Hassan Ali Varposhti |
| 2008 | R.P. de la Xina · Zhang Qiang · Tang Qi · Li Wenhao                | Malàisia · Azizulhasni Awang · Mohd Rizal Tisin · Mohd Edrus Yunus    | Japó · Kiyofumi Nagai · Tomohiro Nagatsuka · Yudai Nitta             |
| 2009 | Malàisia · Azizulhasni Awang · Mohd Edrus Yunus · Mohd Rizal Tisin | Iran · Farzin Arab · Hassan Ali Varposhti · Alireza Ahmadi            | R.P. de la Xina · Zhang Qiang · Bao Saifei · Han Tao                 |
| 2010 | R.P. de la Xina · Cheng Changsong · Zhang Lei · Zhang Miao         | Japó · Kazuya Narita · Yudai Nitta · Kazunari Watanabe                | Iran · Farzin Arab · Hassan Ali Varposhti · Mahmoud Parash           |
| 2011 | R.P. de la Xina · Zhang Lei · Zhang Miao · Cheng Changsong         | Japó · Kazuki Amagai · Tsubasa Kitatsuru · Kota Asai                  | Malàisia · Josiah Ng · Mohd Edrus Yunus · Mohd Rizal Tisin           |
| 2012 | R.P. de la Xina · Cheng Changsong · Zhang Lei · Zhang Miao         | Japó · Seiichiro Nakagawa · Yudai Nitta · Kazunari Watanabe           | Iran · Ali Aliaskari · Mahmoud Parash · Mohammad Parash              |
| 2013 | R.P. de la Xina · Hu Ke · Tang Qi · Xu Chao                        | Malàisia · Arfy Qhairant Amran · Mohd Edrus Yunus · Farhan Amri Zaid  | Japó · Kenta Inake · Takashi Sakamoto · Makuru Wada                  |
| 2014 | Corea del Sud · Kang Dong-jin · Im Chaebin · Jeyong Son            | R.P. de la Xina · Hu Ke · Bao Saifei · Xu Chao                        | Japó · Seiichiro Nakagawa · Kazunari Watanabe · Yudai Nitta          |
| 2015 | Corea del Sud · Kang Dong-jin · Im Chaebin · Jeyong Son            | Japó · Kazuki Amagai · Kazunari Watanabe · Yudai Nitta                | R.P. de la Xina · Hu Ke · Bao Saifei · Xu Chao                       |
| 2016 | Corea del Sud · Kang Dong-jin · Im Chaebin · Jeyong Son            | R.P. de la Xina · Hu Ke · Bao Saifei · Xu Chao                        | Japó · Kazuki Amagai · Kazunari Watanabe · Seiichiro Nakagawa        |
| 2017 | R.P. de la Xina · Gao Jian Wei · Li Jian Xin · Luo Yong Jia        | Iran · Ali Askari · Mohammad Daneshvarkhourram · Hassan Ali Varposhti | Japó · Kazuki Amagai · Kazunari Watanabe · Tomoyuki Kawabata         |

### Persecució individual
| Any  | Campió           | 2n                | 3r                        |
| 1995 | Vadim Kravchenko | Eugen Wacker      |                           |
| 1999 | Vadim Kravchenko | Wong Kam-po       | Noriyuki Iijima           |
| 2001 | Vadim Kravchenko | Noriyuki Iijima   | Wong Kam-po               |
| 2002 | Noriyuki Iijima  | Hossein Askari    | Wong Kam-po               |
| 2003 | Alireza Haghi    | Jang Sun-Jae      | Vladimir Bushanskiy       |
| 2004 | Kei Uchida       | Hossein Askari    | Alireza Haghi             |
| 2005 | Jang Sun-Jae     | Alexey Lyalko     | Joo Hyun-Wook             |
| 2006 | Jang Sun-Jae     | Hwang In-Hyeok    | Kei Uchida                |
| 2007 | Hwang In-Hyeok   | Mehdi Sohrabi     | Amir Zargari              |
| 2008 | Hossein Nateghi  | Alexey Kolessov   | Kim Dong-Hun              |
| 2009 | Li Wei           | Vladimir Tuychiev | Feng Chun-kai             |
| 2010 | Jang Sun-Jae     | Feng Chun-kai     | Hossein Askari            |
| 2011 | Jang Sun-Jae     | Alireza Haghi     | Kazushige Kuboki          |
| 2012 | Alireza Haghi    | Cheung King Lok   | Vladimir Tuychiev         |
| 2013 | Jang Sun-Jae     | Dias Omirzakov    | Alireza Haghi             |
| 2014 | Lim Jae Yeon     | Yuan Zhong        | Behnam Khalilikhosroshahi |
| 2015 | Park Sang-hoon   | Cheung King Lok   | Ryo Chikatani             |
| 2016 | Cheung King Lok  | Dias Omirzakov    | Min Kyeongho              |
| 2017 | Park Sang-hoon   | Artyom Zakharov   | Li Wen Chao               |

### Persecució per equips
| Any  | Campió                                                                           | 2n                                                                                                | 3r                                                                                          |
| 1995 | Corea del Sud                                                                    | Japó                                                                                              |                                                                                             |
| 1999 | Japó · Noriyuki Iijima · Toshibumi Kodama · Isao Matsuzaki · Shinya Sakamoto     | Corea del Sud · Cho Hyun-Ok · Kwan Ki-Bak · Hong Suk-Hwan · Noh Young-Shik                        | Iran · Alireza Haghi · Mousa Arbati · Reza Raz · Hassan Maleki · Amir Zargari               |
| 2001 | Corea del Sud · Choi Soon-Young · Chun Dae-Hong · Cho Ho-Sung · Chang Il-Nam     | Xina Taipei · Chen Teng-tian · Pai Chi-lin · Ting Cheng-chang · Tsai Shao-yu                      | Japó · Noriyuki Iijima · Yusuke Kuroki · Megumu Morohashi · Kanotoshi Madoba                |
| 2002 | R.P. de la Xina                                                                  | Iran · Hossein Askari · Amir Zargari · Abbas Saeidi Tanha · Mousa Arbati · Alireza Haghi          | Japó                                                                                        |
| 2003 | Corea del Sud · Song Kyung-Bang · Choi Soon-Young · Jang Sun-Jae · Kwak Hoon-Sin | Iran · Alireza Haghi · Mehdi Sohrabi · Abbas Saeidi Tanha · Amir Zargari · Hossein Askari         | Japó · Takashi Sasaki · Kei Uchida · Taiji Nishitani · Yusuke Kuroki                        |
| 2004 | Corea del Sud · Choi Dae-Yong · Song Kyung-Bang · Park Sun-Ho · Lee Hyun-Gu      | Iran · Mehdi Sohrabi · Amir Zargari · Hossein Askari · Alireza Haghi                              | Japó · Kei Uchida · Taiji Nishitani · Yusuke Kuroki · Kazuhiro Mori                         |
| 2005 | Corea del Sud · Jang Sun-Jae · Park Sung-Baek · Cho Hyun-Ok · Youm Jung-Hwan     | Iran · Mehdi Sohrabi · Amir Zargari · Hossein Askari · Alireza Haghi                              | Japó · Tadashi Iijima · Makoto Iijima · Taiji Nishitani · Kazuhiro Mori                     |
| 2006 | Corea del Sud · Jang Sun-Jae · Park Sung-Baek · Youm Jung-Hwan · Kim Dong-Hun    | Iran · Ghader Mizbani · Alireza Haghi · Abbas Saeidi Tanha · Amir Zargari                         | Xina Taipei · Liu Chin-feng · Lee Wei-cheng · Lin Heng-hui · Chen Chien-ting                |
| 2007 | R.P. de la Xina · Li Wei · Qu Xuelong · Chen Libin · Ma Teng                     | Iran · Amir Zargari · Alireza Haghi · Hossein Nateghi · Mehdi Sohrabi                             | Corea del Sud · Jang Sun-Jae · Jang Chan-Jae · Hwang In-Hyeok · Kim Tae-Gyun                |
| 2008 | R.P. de la Xina · Li Wei · Qu Xuelong · Chen Libin · Ma Teng                     | Iran · Amir Zargari · Mostafa Seyed-Rezaei · Mehdi Sohrabi · Hossein Nateghi · Abbas Saeidi Tanha | Japó · Makoto Iijima · Kazuhiro Mori · Reona Sumi · Takayuki Kawanishi                      |
| 2009 | R.P. de la Xina · Li Wei · Qu Xuelong · Ma Teng · Chen Libin                     | Iran · Arvin Moazzami · Alireza Haghi · Behnam Khosroshahi · Hossein Nateghi                      | Kazakhstan · Sergey Kuzin · Nikolay Ivanov · Anton Diganov · Alexey Kolessov · Maxim Gourov |
| 2010 | Corea del Sud · Cho Ho-Sung · Hwang In-Hyeok · Jang Sun-Jae · Park Seon-Ho       | R.P. de la Xina · Chen Pan · Jiang Xiao · Li Chuanmin · Wang Jie                                  | Hong Kong · Cheung King Lok · Choi Ki Ho · Kwok Ho Ting · Wong Kam-po                       |
| 2011 | Corea del Sud · Jang Sun-Jae · Park Sung-Baek · Park Seon-Ho · Park Keon-Woo     | Hong Kong · Cheung King Lok · Kwok Ho Ting · Cheung King Wai · Choi Ki Ho                         | Japó · Kazushige Kuboki · Yu Motosuna · Taiji Nishitani · Ryu Sasaki                        |
| 2012 | Corea del Sud · Jang Sun-Jae · Park Keon-Woo · Park Seon-Ho · Park Sung-Baek     | Hong Kong · Cheung King Lok · Cheung King Wai · Choi Ki Ho · Kwok Ho Ting                         | Kazakhstan · Sergey Kuzin · Alexey Lyalko · Dias Omirzakov · Artyom Zakharov                |
| 2013 | Corea del Sud · Jang Sun-Jae · Park Keon-Woo · Park Seon-Ho · Park Sung-Baek     | Japó · Eiya Hashimoto · Shogo Ichimaru · Kazuki Ito · Kazushige Kuboki                            | Hong Kong · Cheung King Lok · Choi Ki Ho · Kwok Ho Ting · Leung Chun Wing                   |
| 2014 | R.P. de la Xina · Tao Shi · Zhong Yuan · Chen Lu Qin · Pingan Shen               | Hong Kong · Cheung King Lok · Cheung King Wai · Chun Wing Leung · Lok Chun Wu                     | Corea del Sud · Jang Sun-Jae · Park Keon-Woo · Park Seon-Ho · Cho Ho-sung                   |
| 2015 | R.P. de la Xina · Liu Hao · Liu Wei · Chen Lu Qin · Pingan Shen                  | Japó · Kazushige Kuboki · Ryo Chikatani · Shogo Ichimaru · Takuto Kurabayashi                     | Corea del Sud · Shin Dong-Hyun · Park Keon Woo · Park Seon-Ho · Lim Jae-Yeon                |
| 2016 | R.P. de la Xina · Liu Hao · Fan Yang · Qin Chenglu · Shen Pingan                 | Japó · Kazushige Kuboki · Ryo Chikatani · Hiroaki Harada · Shogo Ichimaru                         | Corea del Sud · Kim Okcheol · Park Keon Woo · Min Kyeongho · Shin Dongin                    |
| 2017 | R.P. de la Xina · Yuan Zhong · Fan Yang · Qin Chenlu · Xue Sai Fei               | Corea del Sud · Min Kyeong-ho · Park Sang-hoon · Kim Ok-cheol · Im Jaey-eon                       | Japó · Takuto Kurabayashi · Ryo Chikatani · Minori Shimmura · Hiroaki Harada                |

### Cursa per punts
| Any  | Campió             | 2n                      | 3r                      |
| 1995 | Masahiro Yasuhara  | Daisaku Takahashi       | Sergey Lavrinenko       |
| 2001 | Cho Ho-Sung        | Chun Dae-Hong           | Makoto Iijima           |
| 2002 | Makoto Iijima      | Noriyuki Iijima         | Wong Kam-po             |
| 2003 | Song Kyung-Bang    | Mehdi Sohrabi           | Taiji Nishitani         |
| 2004 | Song Kyung-Bang    | Wong Kam-po             | Abbas Saeidi Tanha      |
| 2005 | Alexey Lyalko      | Youm Jung-Hwan          | Makoto Iijima           |
| 2006 | Makoto Iijima      | Hossein Askari          | Cheung King Wai         |
| 2007 | Feng Chun-kai      | Kazuhiro Mori           | Makoto Iijima           |
| 2008 | Ilya Chernyshov    | Kazuhiro Mori           | Vadim Shaekhov          |
| 2009 | Vladimir Tuychiev  | Kazuhiro Mori           | Kwok Ho Ting            |
| 2010 | Cho Ho-Sung        | Amir Zargari            | Kwok Ho Ting            |
| 2011 | Mohammad Rajabloo  | Park Sung-Baek          | Adiq Husainie Othman    |
| 2012 | Kazuhiro Mori      | Mohammad Rajabloo       | Choi Seung-Woo          |
| 2013 | Cho Ho-Sung        | Choi Ki Ho              | Mohammad Rajabloo       |
| 2014 | Cheung King Lok    | Feng Chun Kai           | Mohammad Rajabloo       |
| 2015 | Takuto Kurabayashi | Yousef Mirza Banihammad | Shin Don Gin            |
| 2016 | Min Kyeongho       | Cheung King Lok         | Chen Chien-Liang        |
| 2017 | Takuto Kurabayashi | Chen Chien Chou         | Yousef Mirza Banihammad |

### Scratch
| Any  | Campió                    | 2n                          | 3r                          |
| 2003 | Song Kyung-Bang           | Mehdi Sohrabi               | Alireza Haghi               |
| 2004 | Kei Uchida                | Wang Guozhang               | Wong Kam-po                 |
| 2005 | You Tae-Bok               | Kazuhiro Mori               | Alexey Zaitsev              |
| 2006 | You Tae-Bok               | Mohd Sayuti Mohd Zahit      | Wong Kam-po                 |
| 2007 | Mohamed Harrif Salleh     | Reona Sumi                  | Suphat Theerawanitchanan    |
| 2008 | Reona Sumi                | Temur Mukhamedov            | Lee Wei-cheng               |
| 2009 | Mehdi Sohrabi             | Ilya Chernyshov             | Wong Kam-po                 |
| 2010 | Choe Hyeong-Min           | Evgeniy Sladkov             | Turakit Boonratanathanakorn |
| 2011 | Jang Sun-Jae              | Arvin Moazzami              | Turakit Boonratanathanakorn |
| 2012 | Feng Chun-kai             | Turakit Boonratanathanakorn | Mohamed Harrif Salleh       |
| 2013 | Cho Ho-Sung               | Hossein Nateghi             | Liu Chih-feng               |
| 2014 | Cho Ho-Sung               | Behnam Khalilikhosroshahi   | Feng Chun Kai               |
| 2015 | Behnam Khalilikhosroshahi | Jan Paul Montealegre        | Liu Chih-feng               |
| 2016 | Takuto Kurabayashi        | Robert Gaineyev             | Park Keon-woo               |
| 2017 | Leung Chun Wing           | Mohammad Rajablou           | Robert Gaineyev             |

### Madison
| Any  | Campió                                          | 2n                                                   | 3r                                              |
| 1999 | Iran · Alireza Haghi · Moezeddin Seyed-Rezaei   | Japó                                                 | Hong Kong · Wong Kam-po · Ho Siu Lun            |
| 2001 | Japó                                            | Iran · Amir Zargari · Alireza Haghi                  | Hong Kong                                       |
| 2003 | Kazakhstan · Yuriy Yuda · Vladimir Bushanskiy   | Corea del Sud · Kwak Hoon-Sin · Suh Seok-Kyu         | Iran · Amir Zargari · Abbas Saeidi Tanha        |
| 2004 | R.P. de la Xina · Shi Guijun · Wang Guozhang    | Japó · Taiji Nishitani · Kazuhiro Mori               | Corea del Sud · Choi Dae-Yong · Lee Hyun-Gu     |
| 2006 | Corea del Sud · Youm Jung-Hwan · Park Sung-Baek | Hong Kong · Cheung King Wai · Wong Kam-po            | Iran · Mehdi Sohrabi · Amir Zargari             |
| 2007 | Corea del Sud · Jang Sun-Jae · Jang Chan-Jae    | Japó · Makoto Iijima · Kazuhiro Mori                 | Iran · Mehdi Sohrabi · Amir Zargari             |
| 2008 | Hong Kong · Wong Kam-po · Kwok Ho Ting          | Uzbekistan · Vadim Shaekhov · Temur Mukhamedov       | Corea del Sud · Shin Dong-Hyun · Lee Chan-Woo   |
| 2009 | Hong Kong · Kwok Ho Ting · Wong Kam-po          | Japó · Kazuhiro Mori · Masakazu Ito                  | Kazakhstan · Sergey Kuzin · Ilya Chernyshov     |
| 2010 | Corea del Sud · Jang Sun-Jae · Park Seon-Ho     | Hong Kong · Wong Kam-po · Choi Ki Ho                 | Japó · Ryu Sasaki · Yu Motosuna                 |
| 2011 | Hong Kong · Kwok Ho Ting · Choi Ki Ho           | Iran · Alireza Haghi · Mohammad Rajabloo             | Japó · Kazushige Kuboki · Taiji Nishitani       |
| 2012 | Hong Kong · Cheung King Lok · Choi Ki Ho        | Kazakhstan · Artyom Zakharov · Pavel Gatskiy         | Iran · Amir Zargari · Abbas Saeidi Tanha        |
| 2013 | Hong Kong · Kwok Ho Ting · Choi Ki Ho           | Corea del Sud · Choi Seung-Woo · Jang Sun-Jae        | Iran · Alireza Haghi · Mohammad Rajabloo        |
| 2014 | Hong Kong · Cheung King Lok · Leung Chun Wing   | Kazakhstan · Nikita Panassenko · Pavel Gatskiy       | Corea del Sud · Park Keon Woo · Jang Sun-Jae    |
| 2015 | Hong Kong · Cheung King Lok · Leung Chun Wing   | Iran · Arvin Moazemi · Amir Zargari                  | Corea del Sud · Choi Seung Woo · Jang Sun-Jae   |
| 2016 | Corea del Sud · Ching Don-gin · Park Keon-woo   | Hong Kong · Cheung King Lok · Leung Chun Wing        | Kazakhstan · Nikita Panasenko · Robert Gaineyev |
| 2017 | Corea del Sud · Im Jae Yeon · Park Sang Hoon    | Kazakhstan · Sultanmurat Miraliyev · Artyom Zakharov | Japó · Taisei Kobayashi · Minori Shimmura       |

### Òmnium
| Any  | Campió                | 2n              | 3r               |
| 2008 | Wu Po-hung            | Alexey Lyalko   | Kwok Ho Ting     |
| 2009 | Kwok Ho Ting          | Wu Po-hung      | Ryu Sasaki       |
| 2010 | Cho Ho-Sung           | Kazuhiro Mori   | Wu Po-hung       |
| 2011 | Cho Ho-Sung           | Kwok Ho Ting    | Kazuhiro Mori    |
| 2012 | Alexey Lyalko         | Jang Sun-Jae    | Kwok Ho Ting     |
| 2013 | Artyom Zakharov       | Shan Shuang     | Kazushige Kuboki |
| 2014 | Liu Hao               | Eiya Hashimoto  | Cheung King Lok  |
| 2015 | Gumerov Timur         | Lim Jae-Yeon    | Artyom Zakharov  |
| 2016 | Eiya Hashimoto        | Artyom Zakharov | Liu Hao          |
| 2017 | Sultanmurat Miraliyev | Leung Chun Wing | Kim Ok-cheol     |

### Cursa d'eliminació
| Any  | Campió          | 2n            | 3r              |
| 1995 | Cho Ho-Sung     | Sergey Konnov | Norberto Oconer |
| 2001 | Cho Ho-Sung     | Paulo Manapul | Amir Zargari    |
| 2002 | Amir Zargari    | Makoto Iijima | Agus Yulianto   |
| 2003 | Choi Soon-Young | Amir Zargari  | Alexey Kolessov |
| 2004 | Amir Zargari    | Makoto Iijima | Agus Yulianto   |
| 2005 | Park Sung-Baek  | Alexey Lyalko | Im Byung-Hyun   |

## Palmarès femení

### 500 m. contrarellotge
| Any  | Campiona      | 2a              | 3a              |
| 1995 | Chang Yubin   |                 |                 |
| 2001 | Lu Yi-wen     | Maya Tachikawa  | Ku Hyun-Jin     |
| 2002 | Jiang Yonghua | Maya Tachikawa  | Lu Yi-wen       |
| 2003 | Jiang Cuihua  | Maya Tachikawa  | Kim Yong-Mi     |
| 2004 | Jiang Yonghua | Tian Fang       | Maya Tachikawa  |
| 2006 | Gong Jinjie   | Hsiao Mei-yu    | You Jin-A       |
| 2007 | Hsiao Mei-yu  | Guo Shuang      | Uyun Muzizah    |
| 2008 | Gong Jinjie   | Fatehah Mustapa | Huang Ting-ying |
| 2009 | Gong Jinjie   | Lee Wai Sze     | Fatehah Mustapa |
| 2010 | Guo Shuang    | Lee Wai Sze     | Kim Won-Gyeong  |
| 2011 | Lee Wai Sze   | Guo Shuang      | Fatehah Mustapa |
| 2012 | Lee Wai Sze   | Xu Yulei        | Fatehah Mustapa |
| 2013 | Lee Wai Sze   | Shi Jingjing    | Fatehah Mustapa |
| 2014 | Lee Wai Sze   | Lee Hyejin      | Fatehah Mustapa |
| 2015 | Lee Wai Sze   | Fatehah Mustapa | Kayono Maeda    |
| 2016 | Zhong Tianshi | Lee Wai Sze     | Hsiao Mei Yu    |
| 2017 | Lee Wai Sze   | Cho Sun-young   | Li Xue Mei      |

### Keirin
| Any  | Campiona        | 2a              | 3a                |
| 2003 | Jiang Cuihua    | Maya Tachikawa  | Lee Jong-Ae       |
| 2004 | Maya Tachikawa  | Tian Fang       | Ahn Yeon-Hee      |
| 2006 | You Jin-A       | Li Na           | Hsiao Mei-yu      |
| 2007 | Zheng Lulu      | Sakie Tsukuda   | Gu Sun-Geun       |
| 2008 | Zheng Lulu      | Fatehah Mustapa | Jutatip Maneephan |
| 2009 | Zheng Lulu      | Hiroko Ishii    | Jutatip Maneephan |
| 2011 | Guo Shuang      | Park Eun-Mi     | Gong Jinjie       |
| 2012 | Fatehah Mustapa | Xu Yulei        | Lee Wai Sze       |
| 2013 | Lee Wai Sze     | Fatehah Mustapa | Li Xuemei         |
| 2014 | Lee Wai Sze     | Kim Won Gyeong  | Zhong Tianshi     |
| 2015 | Lin Junhong     | Lee Hyejin      | Lee Wai Sze       |
| 2016 | Lee Wai Sze     | Fatehah Mustapa | Lee Hyejin        |
| 2017 | Lee Wai Sze     | Lee Hyejin      | Kayono Maeda      |

### Velocitat individual
| Any  | Campiona        | 2a              | 3a               |
| 1995 | Chang Yubin     | Seiko Hashimoto | Shim Eun-Jung    |
| 1999 | Wang Yan        | Jiang Cuihua    | Kazuyo Murashita |
| 2001 | Lu Yi-wen       | Lee Jong-Ae     | Ku Hyun-Jin      |
| 2002 | Tian Fang       | Maya Tachikawa  | Lu Yi-wen        |
| 2003 | Jiang Cuihua    | Ahn Yun-Hee     | Maya Tachikawa   |
| 2004 | Jiang Yonghua   | Tian Fang       | Maya Tachikawa   |
| 2005 | Zhang Lei       | Gao Yawei       | Gu Hyon-Jin      |
| 2006 | Gong Jinjie     | Li Na           | You Jin-A        |
| 2007 | Guo Shuang      | Zheng Lulu      | Uyun Muzizah     |
| 2008 | Zheng Lulu      | Gong Jinjie     | Huang Ting-ying  |
| 2009 | Zheng Lulu      | Gong Jinjie     | Fatehah Mustapa  |
| 2010 | Guo Shuang      | Gong Jinjie     | Lee Wai Sze      |
| 2011 | Guo Shuang      | Lin Junhong     | Lee Wai Sze      |
| 2012 | Lee Wai Sze     | Fatehah Mustapa | Shi Jingjing     |
| 2013 | Fatehah Mustapa | Shi Jingjing    | Li Xuemei        |
| 2014 | Lin Junhong     | Zhong Tianshi   | Lee Wai Sze      |
| 2015 | Lee Wai Sze     | Lin Junhong     | Fatehah Mustapa  |
| 2016 | Lin Junhong     | Lee Hyejin      | Lee Wai Sze      |
| 2017 | Lee Wai Sze     | Kim Won Gyeong  | Lee Hyejin       |

### Velocitat per equips
| Any  | Campiones                                               | 2s                                                      | 3s                                                             |
| 2001 | Corea del Sud · Kim Yong-Mi · Lee Jong-Ae · Ku Hyun-Jin | Xina Taipei · Lu Yi-wen · Wu Fang-ju · Hsu Pei-wen      | Indonèsia · Nurhayati · Secelia Sucestoria · Santia Tri Kusuma |
| 2003 | Japó · Maya Tachikawa · Masumi Shinozaki · Tomoko Endo  | R.P. de la Xina · Tian Fang · Ni Fenghan · Jiang Yanxia | Corea del Sud · Kim Sun-Hee · Ahn Yun-Hee · Lee Jong-Ae        |
| 2004 | R.P. de la Xina                                         | Japó · Maya Tachikawa · Tomoko Endo                     | Xina Taipei                                                    |
| 2005 | R.P. de la Xina · Zhang Lei · Gao Yawei · Gong Jinjie   | Corea del Sud · Gu Hyon-Jin · You Jin-A · Kim Soo-Hyun  | Xina Taipei · Hsiao Mei-yu · Lan Hsiao-yun · Huang Ho-hsun     |
| 2006 | R.P. de la Xina · Gong Jinjie · Wang Jianling           | Corea del Sud · Lee Min-Hye · You Jin-A                 | Xina Taipei · I Fang-ju · Tseng Hsiao-chia                     |
| 2007 | R.P. de la Xina · Guo Shuang · Zheng Lulu               | Indonèsia · Uyun Muzizah · Santia Tri Kusuma            | Tailàndia · Jutatip Maneephan · Wathinee Luekajorh             |
| 2008 | R.P. de la Xina · Zheng Lulu · Gong Jinjie              | Xina Taipei · Hsiao Mei-yu · Huang Ting-ying            | Corea del Sud · You Jin-A · Lee Eun-Ji                         |
| 2009 | R.P. de la Xina · Zheng Lulu · Gong Jinjie              | Xina Taipei · Hsiao Mei-yu · Huang Ting-ying            | Tailàndia · Jutatip Maneephan · Wathinee Luekajorh             |
| 2010 | R.P. de la Xina · Gong Jinjie · Lin Junhong             | Xina Taipei · Hsiao Mei-yu · Huang Ting-ying            | Hong Kong · Lee Wai Sze · Meng Zhao Juan                       |
| 2011 | R.P. de la Xina · Lin Junhong · Gong Jinjie             | Corea del Sud · Kim Won-Gyeong · Lee Eun-Ji             | Hong Kong · Lee Wai Sze · Meng Zhao Juan                       |
| 2012 | R.P. de la Xina · Shi Jingjing · Xu Yulei               | Corea del Sud · Lee Eun-Ji · Lee Hye-Jin                | Hong Kong · Diao Xiao Juan · Wang Xiao Fei                     |
| 2013 | R.P. de la Xina · Li Xuemei · Shi Jingjing              | Japó · Kanako Kase · Ryoko Nakagawa                     | Corea del Sud · Hong Hyeon-Ji · Lee Hye-Jin                    |
| 2014 | R.P. de la Xina · Lin Junhong · Zhong Tianshi           | Corea del Sud · Kim Won Gyeong · Lee Hyejin             | Japó · Kayono Maeda · Takako Ishii                             |
| 2015 | Corea del Sud · Choi Seulgi · Lee Hyejin                | Japó · Kayono Maeda · Takako Ishii                      | R.P. de la Xina · Li Xuemei · Shi Jingjing                     |
| 2016 | R.P. de la Xina · Gong Jinjie · Zhong Tianshi           | Corea del Sud · Cho Sun-Young · Lee Hyejin              | Japó · Kayono Maeda · Takako Ishii                             |
| 2017 | Corea del Sud · Kim Wongyeong · Lee Hyejin              | Hong Kong · Lee Wai-sze · Ma Wing-yu                    | Japó · Kayono Maeda · Ohta Riyu                                |

### Persecució individual
| Any  | Campiona        | 2a                | 3a                |
| 1995 | Ma Huizhen      | Wang Quingzhi     |                   |
| 1999 | Zhao Haijuan    | Kim Yong-Mi       | Kaori Iida        |
| 2001 | Kim Yong-Mi     | Lim Hang-Jun      | Nurhayati         |
| 2002 | Zhao Haijuan    | Uyun Muzizah      | Lan Hsiao-yun     |
| 2003 | Li Meifang      | Zhang Junying     | Lim Hyung-Joon    |
| 2004 | Li Meifang      | Lim Hyung-Joon    | Lan Hsiao-yun     |
| 2005 | Liu Yongli      | Han Song-Hee      | Gu Sun-Geun       |
| 2006 | Lee Min-Hye     | Wang Li           | Liu Yongli        |
| 2007 | Lee Min-Hye     | Ha Seon-Ha        | Satomi Wadami     |
| 2008 | Li Wei          | Ha Seon-Ha        | Leow Hoay Sim     |
| 2009 | Wu Chaomei      | Satomi Wadami     | Chanpeng Nontasin |
| 2010 | Jiang Fan       | Na Ah-Reum        | Chanpeng Nontasin |
| 2011 | Lee Ju-Mi       | Chanpeng Nontasin | Wu Chaomei        |
| 2012 | Maki Tabata     | Jamie Wong        | Huang Ho-hsun     |
| 2013 | Kim Yu-Ri       | Sakura Tsukagoshi | Li Jiujin         |
| 2014 | Jing Yali       | Pang Yao          | Na Ah Reum        |
| 2015 | Huang Ting Ying | Yang Qianyu       | Supaksorn Nuntana |
| 2016 | Huang Ting Ying | Yang Qianyu       | Son Eunju         |
| 2017 | Lee Jumi        | Yumi Kajihara     | Huang Dong Yan    |

### Persecució per equips
| Any  | Campiones                                                                                    | 2s                                                                            | 3s                                                                      |
| 2001 | Xina Taipei · Chen Chiung-yi · Fang Fen-fang · Lan Hsiao-yun · Hwang He-xun                  | Indonèsia · Nurhayati · Secelia Sucestoria · Santia Tri Kusuma · Nuraini      | Corea del Sud · Kim Yong-Mi · Lim Hang-Jun · Lim Mi-Young · Ku Hyun-Jin |
| 2003 | R.P. de la Xina · Li Meifang · Qian Yunjuan · Zhang Junying · Jiang Yanxia                   | Corea del Sud · Gu Sun-Geun · Han Song-Hee · Choi Hye-Kyeong · Lim Hyung-Joon | No concedit                                                             |
| 2005 | Corea del Sud · Kim Soo-Hyun · You Jin-A · Gu Sun-Geun · Han Song-Hee                        | Índia · Rameshwori Devi · N. Chaoba Devi · V. Rejani · Kulwinder Kaur         | No concedit                                                             |
| 2009 | R.P. de la Xina · Meng Lang · Wu Chaomei · Tang Kerong                                       | Tailàndia · Chanpeng Nontasin · Monrudee Chapookham · Wilaiwan Kunlapha       | Indonèsia · Haryati · Wahyuti Sri Rahayu · Fitriyani                    |
| 2010 | R.P. de la Xina · Jiang Fan · Jiang Wenwen · Liang Jing                                      | Corea del Sud · Lee Min-Hye · Na Ah-Reum · Son Eun-Ju                         | Xina Taipei · Hsiao Mei-yu · Huang Ho-hsun · Tseng Hsiao-chia           |
| 2011 | R.P. de la Xina · Jiang Fan · Liang Jing · Jiang Wenwen                                      | Corea del Sud · Lee Min-Hye · Na Ah-Reum · Kim Yu-Ri                          | Hong Kong · Meng Zhao Juan · Jamie Wong · Diao Xiao Juan                |
| 2012 | R.P. de la Xina · Jiang Fan · Jiang Wenwen · Liang Jing                                      | Japó · Kanako Kase · Maki Tabata · Minami Uwano                               | Xina Taipei · Hsiao Mei-yu · Huang Ho-hsun · Tseng Hsiao-chia           |
| 2013 | Corea del Sud · Kim Eun-Hee · Kim Yu-Ri · Lee Min-Hye · Son Hee-Jung                         | Japó · Kanako Kase · Yoko Kojima · Sakura Tsukagoshi · Minami Uwano           | R.P. de la Xina · Gong Xingyu · Li Jiujin · Sha Hui · Zhang Lei         |
| 2014 | R.P. de la Xina · Jing Yali · Zhao Baofang · Huang Dong Yan · Jiang Wenwen                   | Corea del Sud · Lee Min-Hye · Na Ah-Reum · You Ri Kim · Ju-Mi Lee             | Hong Kong · Meng Zhao Juan · Jamie Wong · Yang Qianyu · Pang Yao        |
| 2015 | R.P. de la Xina · Jing Yali · Zhao Baofang · Huang Dong Yan · Jiang Wenwen                   | Hong Kong · Meng Zhao Juan · Leung Bo Yee · Yang Qianyu · Pang Yao            | Japó · Kanako Kase · Kisato Nakamura · Sakura Tsukagoshi · Minami Uwano |
| 2016 | R.P. de la Xina · Ma Menglu · Wang Hong · Huang Dong Yan · Chen Lulu                         | Japó · Yumi Kajihara · Kisato Nakamura · Sakura Tsukagoshi · Minami Uwano     | Corea del Sud · Kim Youri · Son Eunju · Lee Joohee · Kang Hyunkyun      |
| 2017 | R.P. de la Xina · Huang Dong Yan · Chen Qiao Ling · Chen Si Yu · Luo Xiao Ling · Yang Jinsik | Hong Kong · Yang Qianyu · Pang Yao · Leung Bo Yee · Diao Xiaojuan             | Corea del Sud · Lee Jumi · Son Eunju · Kang Hyunkyun · Kim Youri        |

### Cursa per punts
| Any  | Campiona          | 2a                | 3a                |
| 1995 | Chang Yubin       | Nurhayati         | Chang Hsu-ying    |
| 1999 | Kaori Iida        | Fang Fen-fang     | Kim Yong-Mi       |
| 2001 | Kim Yong-Mi       | Nurhayati         | Lim Mi-Young      |
| 2002 | Yang Limei        | Lan Hsiao-yun     | Zheng Puxiang     |
| 2003 | Han Song-Hee      | Ni Fenghan        | Ayumi Otsuka      |
| 2004 | Chanpeng Nontasin | Ni Fenghan        | Lan Hsiao-yun     |
| 2005 | Gu Sun-Geun       | Mayuko Hagiwara   | Noor Azian Alias  |
| 2006 | Li Yan            | Wang Jianling     | Jamie Wong        |
| 2007 | Li Yan            | Jamie Wong        | Satomi Wadami     |
| 2008 | Kim Eun-Hee       | Chanpeng Nontasin | Li Wei            |
| 2009 | Meng Lang         | Chanpeng Nontasin | Hiroko Ishii      |
| 2010 | Mayuko Hagiwara   | Jamie Wong        | Tang Kerong       |
| 2011 | Na Ah-Reum        | Wu Chaomei        | Jamie Wong        |
| 2012 | Jamie Wong        | Olga Drobysheva   | Maki Tabata       |
| 2013 | Jamie Wong        | Minami Uwano      | Jupha Somnet      |
| 2014 | Kisato Nakamura   | Chanpeng Nontasin | Jupha Somnet      |
| 2015 | Huang Ting Ying   | Chaek Yung Lee    | Sakura Tsukagoshi |
| 2016 | Ting Ying Huang   | Jupha Somnet      | Minami Uwano      |
| 2017 | Yumi Kajihara     | Huang Li          | Kim Youri         |

### Scratch
| Any  | Campiona         | 2a                    | 3a                |
| 2003 | Lan Hsiao-yun    | Jiang Yanxia          | Gu Sun-Geun       |
| 2005 | Kim Soo-Hyun     | Hsiao Mei-yu          | Noor Azian Alias  |
| 2007 | Son Hee-Jung     | Gu Sun-Geun           | Santia Tri Kusuma |
| 2008 | Park Eun-Mi      | Santia Tri Kusuma     | Diao Xiao Juan    |
| 2009 | Meng Lang        | Jamie Wong            | Thatsani Wichana  |
| 2010 | I Fang-ju        | Lee Min-Hye           | Diao Xiao Juan    |
| 2011 | Tseng Hsiao-chia | Jamie Wong            | Jutatip Maneephan |
| 2012 | Diao Xiao Juan   | Panwaraporn Boonsawat | Maki Tabata       |
| 2013 | Kim Eun-Hee      | Tseng Hsiao-chia      | Gong Xingyu       |
| 2014 | Huang Dong Yan   | Yang Qianyu           | Tseng Hsiao-chia  |
| 2015 | Huang Ting Ying  | Pang Yao              | Yoko Kojima       |
| 2016 | Yumi Kajihara    | Ting Ying Huang       | Jupha Somnet      |
| 2017 | Huang Li         | Kang Hyeong Yeong     | Diao Xiao Juan    |

### Òmnium
| Any  | Campiona          | 2a                 | 3a                |
| 2009 | Santia Tri Kusuma | Sutharat Boonsawat | Hsiao Mei-yu      |
| 2010 | Na Ah-Reum        | Diao Xiao Juan     | Hsiao Mei-yu      |
| 2011 | Lee Min-Hye       | Jutatip Maneephan  | Minami Uwano      |
| 2012 | Huang Li          | Hsiao Mei-yu       | Lee Min-Hye       |
| 2013 | Hsiao Mei-yu      | Lee Min-Hye        | Minami Uwano      |
| 2014 | Luo Xiao Ling     | Hsiao Mei-yu       | Lee Min-Hye       |
| 2015 | Luo Xiao Ling     | Diao Xiao Juan     | Hsiao Mei-yu      |
| 2016 | Luo Xiao Ling     | Hsiao Mei-yu       | Sakura Tsukagoshi |
| 2017 | Yumi Kajihara     | Luo Xiao Ling      | Meng Zhaojuan     |

### Cursa d'eliminació
| Any  | Campiona          | 2a            | 3a           |
| 2001 | Kim Yong-Mi       | Fang Fen-fang | Nurhayati    |
| 2002 | Santia Tri Kusuma | Uyun Muzizah  | Yu Hong      |
| 2003 | Wang Weiping      | Gu Sun-Geun   | Han Song-Hee |

### Madison
| Any  | Campiones                             | 2s                                             | 3s                                  |
| 2017 | Hong Kong · Meng Zhao Juan · Pang Yao | Corea del Sud · Kang Hyeong Yeong · Son Eun Ju | Japó · Kie Furuyama · Yumi Kajihara |